# BSR Rennsteig Oberhof
Der BSR Rennsteig Oberhof („B“ steht für Bobsport, „S“ für Skeletonsport und „R“ für Rennrodelsport) ist einer der erfolgreichsten Wintersportvereine Deutschlands. Der Sportklub aus dem thüringischen Oberhof wurde 1993 gegründet. Seither haben die Athleten des Vereins zwölf Olympia- und 48 WM-Medaillen errungen. In allen Altersklassen gab es zusammen 80 Meistertitel in Deutschland. Der Verein hat etwa 150 Mitglieder und hat als Zielsetzung, die drei olympischen Eiskanalsportarten in Deutschland zu fördern.
Für den BSR Oberhof treten die Bobteams von André Lange (René Hoppe, Kevin Kuske, Martin Putze, Thomas Pöge, Udo Lehmann) und Claudia Schramm (Stefanie Szczurek und Nicole Herschmann) an. Daneben gehört dem Verein Wolfgang Hoppe an. Zu den derzeitigen Aushängeschildern des Vereins im Skeletonsport gehören Monique Riekewald, Kati Klinzing, Julia Eichhorn, Marion Thees, Kathleen Lorenz und David Ludwig. Außerdem ist der ehemalige Weltklassepilot Andy Böhme Vereinsmitglied. Derzeit starten die Rennrodler Silke Kraushaar, Jan Eichhorn, André Florschütz, Marcel Lorenz und Christian Baude für den Klub. Weitere Mitglieder und frühere Starter für den Verein sind die Olympiasieger Stefan Krauße, Jan Behrendt und Jens Müller.